# Казань-60
Казань-60 (раніше відомий як «Георгій Агафонов») — суховантажне спеціалізоване судно-рефрижератор у складі Військово-морського флоту Росії.

## Історія
Корабель був на замовлення Дунайського пароплавства ММФ СРСР побудований Австрії в 1986—1988 гг. на верфях «Osterreichische Schiffswerften AG Linz-Korneuburg». За радянських часів корабель «Георгій Агафонов» мав перевозити овочі та фрукти з Болгарії до СРСР. Через осадку не зміг працювати на Дунаї і плавав Чорним морем Корабель має одну палубу і два гвинти.
Після розпаду СРСР судно отримало Українське Дунайське пароплавство (під ідентифікаційним номером IMO: 8805494, MMSI: 272892000). Портом приписки корабля став Ізмаїл. У 2013 році було отримано папір про те, що плавзасіб був визнаний непридатним до експлуатації і на наступний рік було отримано дозвіл на продаж.
5 лютого 2015 року корабель виключили із Державного суднового реєстру України. 19 березня 2015 року він залишив територію України. Потім, згідно зі звітом Стокгольмського міжнародного інституту мирних досліджень вказано, у 2015 році корабель був проданий через сухопутну Монголію (від рубежів якої до найближчого моря майже тисяча кілометрів) з перейменуванням на «Geo» (MMSI: 457284000) до Російської Федерації. З 17 жовтня 2015 року корабель був у Новоросійську, а через один тиждень — вже в Севастополі під прапором допоміжних судів ВМФ Росії. Імовірно між українською та монгольською стороною була і Туреччина. «Агафонов»-«Казань» до 20-х чисел жовтня 2015 року зберігав унікальний номер ІМО, помінявши лише ідентифікатор морської рухомої служби (MMSI) та позивний.
Російський Центр аналізу стратегій і технологій зазначив, що перехід корабля під монгольський прапор був пов'язаний з використанням «напівфіктивної компанії-„прокладки“», щоб купити судно на користь ВМФ Росії для застосування на «сирійській лінії», а також на думку центру це не єдиний корабель, який Росія придбала в України.
У 2016 судно возило вантаж ВМФ РФ у Сирію.